# Anna Theresa von Savoyen

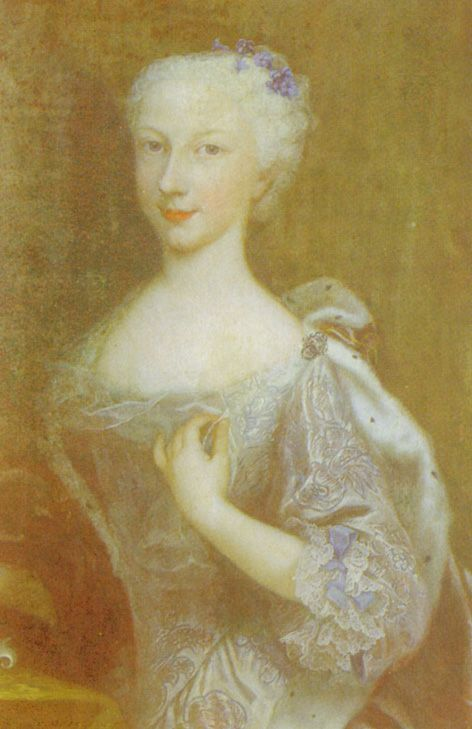
Anna Theresa von Savoyen, ca. 1741

Anna Theresa von Savoyen (französisch Anne-Thérèse de Savoie; italienisch Anna Teresa di Savoia; * 1. November 1717 in Paris, Frankreich; † 5. April 1745 ebenda) war eine Prinzessin aus dem Hause Savoyen. Sie war die zweite Ehefrau von Charles de Rohan, prince de Soubise, einem französischen Offizier und Freund Ludwigs XV.

## Leben
Anna Theresa von Savoyen wurde 1717 im Hôtel de Soissons in Paris geboren. Sie gehörten einer Nebenlinie des Hauses Savoyen an und war die Tochter von Viktor Amadeus I., Fürst von Carignan und seiner Frau Maria Viktoria von Savoyen. Durch ihre Mutter war sie die Enkelin von König Viktor Amadeus II. von Sizilien.
Anna Theresa wuchs in Paris auf, da ihre Eltern aufgrund ihrer hohen Schulden den savoyischen Hof verlassen hatten und während der Regentschaft Philippe von Orléans nach Paris gekommen waren.
Am 6. November 1741 heiratete Anna Theresa Charles de Rohan im Rohan-Schloss in Saverne. Die Trauung wurde von Armand I. Gaston Maximilien de Rohan-Souboise, dem Bischof von Straßburg und Bruder Charles’ durchgeführt. Charles war in erster Ehe mit Anne Marie Louise de La Tour d’Auvergne verheiratet gewesen, die 1739 verstorben war. Als Oberhaupt einer Nebenlinie des Hauses Rohan trug er die Titel Prince de Soubise und Herzog von Rohan-Rohan. 1758 wurde er zum Marschall von Frankreich ernannt und diente sowohl Ludwig XV. als auch Ludwig XVI. als Minister.
Anna Theresa starb 1745 bei der Geburt eines Kindes im Hôtel de Soubise in Paris. Ihr Mann heiratete im Dezember des gleichen Jahres in dritter Ehe Viktoria von Hessen-Rotenburg.

## Nachkommen
Aus ihrer Ehe mit Charles de Rohan hatte Anna Theresa eine Tochter:
- Victoire Armande Josèphe de Rohan, Prinzessin von Guéméné (1743–1807) ⚭ Henri Louis, Prinz von Guéméné (1745–1809)

## Titulatur
- Ihre Hoheit Prinzessin Anna Theresa von Savoyen (1. November 1717 – 6. November 1741)
- Ihre Hoheit die Prinzessin von Soubise (6. November 1741 – 5. April 1745)